# Vallée de la Sionne
Das Vallée de la Sionne (Sionne-Tal) ist ein Gebirgstal im schweizerischen Kanton Wallis zwischen Wildhorn und Kantonshauptort Sion. Es wird von der Sionne durchflossen.

## Lawinendynamik-Testglände
Im Tal befindet sich ein Testgelände für Lawinendynamik des WSL-Instituts für Schnee- und Lawinenforschung SLF.